# Кел Ньюпорт
Келвін Ньюпорт, відомий як Кел Ньюпорт, є доцентом кафедри інформатики в Джорджтаунському університеті і автор шести книг на тему самовдосконалення. Також він веде блог Study Hacks, орієнтований на академічний та кар'єрний успіх.

## Академічна кар'єра
Ньюпорт закінчив Дартмутський коледж в 2004 році і отримав ступінь доктора філософії з інформатики у Массачусетському технологічному інституті (MIT) в 2009 році під керівництвом Ненсі Лінч. Потім він провів два роки в аспірантурі кафедри інформатики МІТ. У 2011 році приєднався до Джорджтаунського університету як доцент кафедри інформатики та отримав звання в 2017 році. Його робота фокусується на розподілених алгоритмах у складних мережевих сценаріях і включає в себе вивчення систем зв'язку в природі.

## Блог
У 2007 році Ньюпорт започаткував блог Study Hacks, де він пише про те як досягти «продуктивної, цінної та змістовної роботи у цифрову епоху». Ньюпорт винайшов термін «deep work» (глибока робота), який позначає зосереджену роботу чи навчання протягом тривалих відрізків часу без відволікань у вигляді електронної пошти та соціальних медіа. У 2017 році він почав пропагувати «цифровий мінімалізм.»

## Книги
- How to Win at College (2005)
- How to Become a Straight-A Student (2006)
- How to Be a High-School Superstar (2010)
- So Good They Can't Ignore You: Why Skills Trump Passion In The Quest For Work You Love (2012)
- Deep Work: Rules for Focused Success in a Distracted World (2016)
- Digital Minimalism: Choosing a Focused Life in a Noisy World (2019)
- A World Without Email: Reimagining Work in an Age of Communication Overload (2021)

## Українські переклади
- «Не турбувати. Як сфокусуватися в інформаційному шумі!», «Наш формат», 2018. Переклад книги Deep Work: Rules for Focused Success in a Distracted World (2016)